# مقاطعة تيشومينغو (ميسيسيبي)
مقاطعة تيشومينغو هي مقاطعة في مسيسيبي، بلغ عدد سكانها 19٬593  نسمة، في 2010، عاصمتها إيوكا، تبلغ مساحتها 1٬151 كيلومتر مربع.

## الموقع
تشترك في الحدود مع:
- مقاطعة إيتاوامبا.

## التقسيمات الإدارية
- إيوكا.

## أعلام
- ريك هال
- جون ميلز ألين